# Ponto (distrito)
Ponto é um distrito peruano localizado na Província de Huari, departamento Ancash. Sua capital é a cidade de Ponto.

## Transporte
O distrito de Ponto é servido pela seguinte rodovia:
- PE-14A, que liga o distrito de Huaraz à cidade de Rupa-Rupa (Região de Huánuco) [2][3][4]